# Färbertor (Landsberg am Lech)

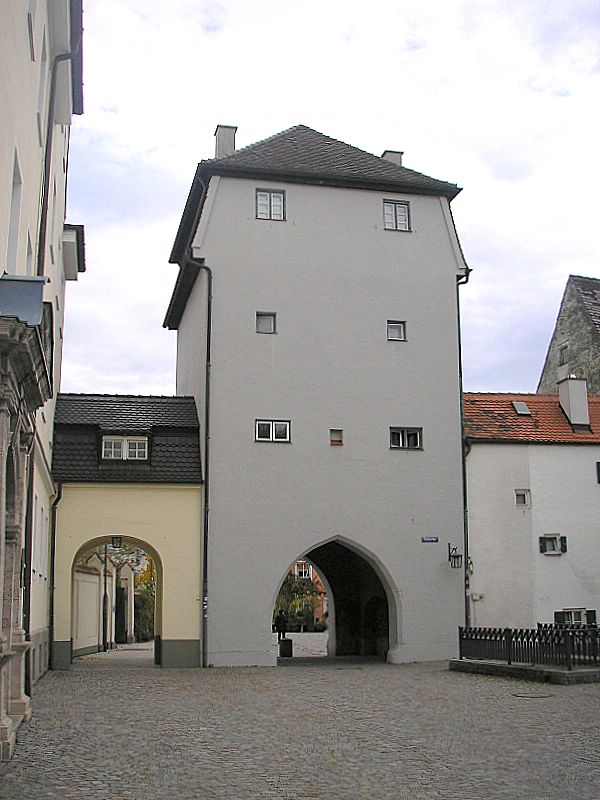
Färbertor in Landsberg am Lech

Das Färbertor in Landsberg am Lech (Oberbayern) wurde um 1520/30 errichtet. Das Stadttor mit der Adresse Roßmarkt 199a ist ein geschütztes Baudenkmal.
Das dreigeschossige Stadttor mit spitzbogiger Durchfahrt und Schopfmansarddach wurde im Kern um 1520/30 erbaut. Das Dach wurde um 1800 erneuert.

## Denkmalschutz
Heute ist das Gebäude als Baudenkmal in die Bayerische Denkmalliste eingetragen.
Die Beschreibung lautet:

„dreigeschossiger Turm mit spitzbogiger Durchfahrt und Schopfmansarddach, im Kern um 1520/30, Dach um 1800“